# Варвара Уфимска
Варвара Уфимска, Варвара Скворчихинска (рођ.у Варвара Васиљевна Архангелска; 20. новембар 1890 — 14. фебруар 1966, село Скворчиха, Ишимбајски округ, БАССР, РСФСР, СССР) — руска православна светитељка, блажена.

## Биографија
Блажена Варвара је рођена 20. новембра 1890. године у породици сеоског свештеника Василија Александровича Архангелског.
У августу 1902. године отац ју је довео у град Уфу да уђе у Епархијску женску школу, а јуна 1909. године Варвара је завршила курс Епархијске школе са правом на звање кућне учитељице.
Средином 1910-их радила је у селима Куганак, Ира, Богородскоје, недалеко од Мелеуза, а касније је радила у школама у Скворчихи и у близини села Будења.
Године 1924. Варвара је пребачена у Кандаурску школу Стерлитамакског кантона, а 1925-1926 је послата у село Новониколаевка у Скворчихинском сеоском већу истог кантона. Варвара је често позивала свештеника на часове. Године 1929. било је забрањено говорити о Богу у школама. Варвара није могла да остане у школи у којој су почели да предају атеизам. Повукла се и у тајности подвизавала више од 35 година.
Варвара је од првих година одласка у изолацију прихватала људе којима је била потребна помоћ и савет, извршила свој подвиг у тешком времену прогона Цркве, одупирала се неверју и безбожју.
Варвара је носила стари џемпер, памучну хаљину и чарапе. Одећа је била једноставна, црна, на ногама гумене галоше. Увек је носила исту одећу, није је прала, није се умивала, није се чешљала. На глави је имала мараму или крпу.
Савременици су говорили да је Варварин глас био „чист, јасан, као анђео, пријатан, звонак, гласан, млад; говор је врло јасан, дикција јасна, као што учитељ треба да има.” Блажена Варвара је живела у штали, отвореној за ветрове и мећаве, без топлоте и светлости, загушљивој током лета, по киши у јесен и пролеће, у блату и хладноћи, зими у снегу и мразу.
Много година као подвижник је живела у потпуном мраку, готово никада не излазећи на светлост. Дању се подвижница молила у штали, а ноћу је вршила подвиг молитвеног бденија. Изашла је на свој извор на ноћну молитву. За све године осамљености, блажена никада није ишла у цркву, али блажена није излазила из цркве, као ни из њених тајни и предања. Она се више пута причешћивала од оних свештеника који су је посећивали у повлачењу.
Блаженој Варвари верници су доносили просфору, замолила је да јој донесу свеће, кандило и црквене књиге са великим словима. Волела је црквено појање, понекад је питала девојке које су долазиле да певају молитве и духовне песме. Многима је рекла да јој се заиста допала служба, а посебно Вечерње. Блажена Варвара је волела свете и веома поштовала светог Николаја Чудотворца, говорила је да „чује молитву“. Читала је светог Јована Кронштатског.
Умрла је ујутру 14/27 фебруара 1966. године.
Народно поштовање блажене није ослабило годинама. 2000. године, по благослову Његове светости Патријарха московског и све Русије Алексија II, пронађене су мошти Варваре Скворчихинске. Сада се налазе у манастиру Богородице-Тихвин у селу Пријутово, Белебејевски округ Републике Башкортостан. Патријарх Алексије II је 2001. године дао благослов за прослављање подвижника међу помесно поштованим светитељима Уфске епархије, обред прослављања извршио је архиепископ Уфски Никон (Васјуков). 2002. године игуман Покровског манастира Енат, игуман Симеон (Кувајцев), саставио је акатист блаженој, прочитан у црквама Уфске епархије, насликане су иконе Варваре Скворчихинске.
У селу Скворчиха (Ишимбајски округ, Башкортостан, Русија) гради се метох у част свете блажене Варваре Скворчихинске. На северној периферији села Скворчиха, Ишимбајски округ, налази се извор Блажене Варваре Скворчихинске (Уфа).